# Landtagswahl in Salzburg 1949
- SPÖ: 9
- ÖVP: 12
- VDU: 5

Die Landtagswahl in Salzburg 1949 wurde am 9. Oktober 1949 durchgeführt und war die zweite Landtagswahl im Bundesland Salzburg nach dem Zweiten Weltkrieg. Die Österreichische Volkspartei (ÖVP) verlor dabei 13 Prozent Stimmenanteil sowie drei Mandate und stellte im neugewählten Landtag mit 43,6 Prozent nur noch 12 von 26 Abgeordneten, womit sie ihre absolute Mehrheit im Landtag verlor. Auch die Sozialistische Partei Österreichs (SPÖ) büßte sechs Prozent ein und entsandte nach dem Verlust eines Mandats mit einem Stimmenanteil von 33,6 Prozent 9 Abgeordnete in den Landtag. Großer Wahlgewinner war die Wahlpartei der Unabhängigen, die beim erstmaligen Antreten 18,5 Prozent erreichte und mit 5 Abgeordneten in den Landtag einzog. Die Kommunistische Partei Österreichs (KPÖ) scheiterte hingegen am Wiedereinzug in den Landtag und verlor mit 3,4 Prozent ihr einziges Mandat. Den Einzug in den Landtag verpassten auch die Demokratische Union (D.U.) und die 4. Partei (4.P.). 
Der Landtag der 2. Gesetzgebungsperiode konstituierte sich in der Folge am 1. Dezember 1949 und wählte an diesem Tag die Landesregierung Klaus I zur neuen Salzburger Landesregierung. 

## Ergebnisse
|                                          | Ergebnisse 1949 | Ergebnisse 1949 | Ergebnisse 1949 | Ergebnisse 1945  | Ergebnisse 1945  | Ergebnisse 1945  | Differenzen | Differenzen | Differenzen |
| ---------------------------------------- | --------------- | --------------- | --------------- | ---------------- | ---------------- | ---------------- | ----------- | ----------- | ----------- |
| Wahlberechtigte                          | 186.665         | 186.665         | 186.665         | 142.707          | 142.707          | 142.707          | + 43.958    | + 43.958    | + 43.958    |
| Wahlbeteiligung                          | 92,96 %         | 92,96 %         | 92,96 %         | 89,53 %          | 89,53 %          | 89,53 %          | + 3,43 %    | + 3,43 %    | + 3,43 %    |
|                                          | Stimmen         | %               | Mand.           | Stimmen          | %                | Mand.            | Stimmen     | %           | Mand.       |
| Abgegebene Stimmen                       | 173.521         |                 |                 | 128.306          |                  |                  | + 45.215    |             |             |
| Ungültig                                 | 3.363           | 1,94 %          |                 | 1.838            | 1,44 %           |                  | + 1.525     | + 0,50 %    |             |
| Gültig                                   | 170.158         | 98,06 %         |                 | 125.934          | 98,56 %          |                  | + 44.224    | - 0,50 %    |             |
| Partei                                   |                 |                 |                 |                  |                  |                  |             |             |             |
| Österreichische Volkspartei (ÖVP)        | 74.257          | 43,64 %         | 12              | 71.380           | 56,68 %          | 15               | + 2.877     | - 13,04 %   | - 3         |
| Sozialistische Partei Österreichs (SPÖ)  | 57.139          | 33,58 %         | 9               | 49.773           | 39,52 %          | 10               | + 7.366     | - 5,94 %    | - 1         |
| Wahlpartei der Unabhängigen (WdU)        | 31.553          | 18,54 %         | 5               | nicht kandidiert | nicht kandidiert | nicht kandidiert | + 31.553    | + 18,54 %   | + 5         |
| Kommunistische Partei Österreichs (KPÖ)  | 5.811           | 3,42 %          | 0               | 4.781            | 3,80 %           | 1                | + 1.030     | - 0,38 %    | - 1         |
| Demokratische Union (D.U.) Dobretsberger | 453             | 0,27 %          | 0               | nicht kandidiert | nicht kandidiert | nicht kandidiert | + 453       | + 0,27 %    | ± 0         |
| 4. Partei (4.P)                          | 945             | 0,56 %          | 0               | nicht kandidiert | nicht kandidiert | nicht kandidiert | + 945       | + 0,56 %    | ± 0         |
| Gesamt                                   | 170.158         | 100,00 %        | 26              | 125.934          | 100,00 %         | 26               | + 44.224    |             |             |